# Виноградов-Волжинский, Дмитрий Владимирович
Дмитрий Владимирович Виноградов-Волжинский (2 марта 1925, Ленинград — 15 октября 2017) — советский учёный-паразитолог, доктор медицинских наук (1961), профессор (1962), член-корреспондент Академии медицинских наук СССР, генерал-майор медицинской службы (1980).
Автор более 150 научных работ.

## Биография
Родился в Ленинграде в 1925 году.
В 1947 году окончил Военно-медицинскую академию и был оставлен адъюнктом при кафедре биологии и паразитологии.
В 1952—1964 годах — старший научный сотрудник, заместитель и начальник отдела в научно-исследовательских учреждениях Министерства обороны СССР.
С 1965 года находился в запасе. В 1966—1971 годах заведовал кафедрой эпидемиологии с курсом паразитологии, был проректором по научной части Ленинградского санитарно-гигиенического медицинского института.
В 1970 году снова был призван на службу в Вооружённые силы СССР. В 1970—1975 годах — начальник кафедры биологии и паразитологии Военно-медицинской академии.
В 1975 году возглавил работу по созданию Всесоюзного научно-исследовательского института прикладной микробиологии (ВНИИ ПМ) в Оболенске, был первым его директором.
Скончался 15 октября 2017 года.

## Награды
- орден Красной Звезды
- орден «За службу Родине в Вооружённых Силах СССР» 3-й степени
- медали